# Manuela Bravo (cantante portuguesa)
Maria Manuela de Oliveira Moreira Bravo, conocida como Manuela Bravo, nació en Queluz (Sintra), Portugal, el 7 de diciembre de 1957. Su padre, Loubet Bravo, es un gran cantante de fado de Coímbra.
Bravo hizo su primera aparición pública cuando sólo tenía 5 años en el Cinema Éden. Cuando tenía 15 años publicó su primer sencillo con dos canciones compuestas por José Cid (Nova Geração y Another Time), en el que cantaba junto con la banda Quarteto 1111. En 1975 Bravo publicó un nuevo sencillo, con arreglos y orquestación de Jorge Palma, siendo las dos canciones Tinhamos Vinte Anos y Soldado-Escravo, que daba nombre al sencillo, ambas compuestas por Tozé Brito.
En 1979 Manuela Bravo ganó el Festival da Canção con la canción "Sobe, sobe, balão sobe", compuesta por Carlos Nóbrega e Sousa, y representó a Portugal en el Festival de Eurovisión de 1979, quedando en novena posición. 

## Discografía

### Sencillos
- Nova Geração / Another Time (Sencillo, Valentim de Carvalho, 1973)
- Tínhamos Vinte Anos/Soldado-Escravo (Sencillo, Valentim de Carvalho, 1975)
- Fecha Os Teus Olhos e Recordamos
- Sobe, Sobe, Balão Sobe/Meu Tempo Novo de Viver (Sencillo, Vadeca, 1979)
- Danças E Cantares/Para Ti Amor (Vadeca)
- Adeus Amor/Até Quando (Sencillo, Vadeca, 1979)
- Recordações/Estranha Forma de Amor (Sencillo, Vadeca, 1980)
- Mulher Só/Uma História Para Contar (Sencillo, Vadeca) VN 2034-ES
- Quando A Banda Chegar/Adeus Que Te Vou Deixar (Sencillo, Vadeca, 1981)
- Danças e Cantares / Para Ti, Amor (Sencillo, Vadeca, 1982) VN 205.-ES
- Tu E só Tu/Por Uma Vez (Sencillo, Orfeu, 19**)
- Tango/Não Sei Porque (Sencillo, Orfeu, 1985)
- O Meu Herói/Quero (Sencillo, Materfonis, 1986)
- Passou Tanto Tempo/Sonhos Para Dar E Vender (Sencillo, Discossete, 1987)
- Óculos de Sol/Pode Acontecer (Sencillo, Discossete, 1989)

### Álbumes
- Manuela Bravo (LP, Vadeca, 1981)
- Óculos de Sol (LP, Discossete, 1989)
- Canções Que Me fazem Feliz (LP, Discossete, 1992)
- Manuela Bravo (CD, Soprosom, 1993)
- Este Braço Que Sou (CD, Ed. Autor, 2004)
- (CD, 2008)